# ТЕС Сей-Гелам
1°40′30″ пд. ш. 103°40′43″ сх. д. / 1.67500° пд. ш. 103.67861° сх. д.
ТЕС Сей-Гелам – теплова електростанція у центральній частині індонезійського острова Суматра. 
В 2013 році на майданчику станції стали до ладу 11 генераторних установок на основі двигунів внутрішнього згоряння Wärtsilä 20V34SG загальною потужністю 112 МВт, які використовуються переважно в режимі покриття пікових навантажень. 
Станція розташована у газовидобувному регіоні та розрахована на використання природного газу з родовища Сей-Гелам. При цьому у комплексі з нею звели сховище стисненого газу, що дозволяє накопичувати ресурс для пікового режиму.
Видача продукції відбувається по ЛЕП, розрахованій на роботу під напругою 150 кВ.